# Курпо
Курпо (Курпуг, Сухой Курп) (кабард.-черк. Курпӏыгъу — «пересыхающий Курп») — река в республике Кабардино-Балкария. Протекает по территории Терского района. Левый приток реки Курп. Длина реки составляет 12 км. Площадь водосборного бассейна — 35,4 км².

## География
Река берёт начало на северном склоне Кабардино-Сунжеснского хребта и течёт на север вниз по склону. Река расположена в узкой глубокой долине, которая в верховьях занята тонким, но сплошным приречным лесом. В конце лета наступает сезон межени и низовье реки обычно пересыхает. К востоку от села Инаркой, Курпо попадает в реку Курп. Вдоль долины реки расположены сёла — Верхний Курп и Инаркой.

## Данные водного реестра
По данным государственного водного реестра России относится к Западно-Каспийскому бассейновому округу, водохозяйственный участок реки — Терек от впадения реки Малка до города Моздок. Речной бассейн реки — Реки бассейна Каспийского моря междуречья Терека и Волги.
Код объекта в государственном водном реестре — 07020000912108200005302.